# Salomon Müller
Salomon Müller (1804 - 1864)  fue un naturalista alemán. 
Müller era el hijo de un talabartero en Heidelberg. En 1823 Müller, junto con Heinrich Boie y Heinrich Christian Macklot, fueron enviados por Coenraad Jacob Temminck para coleccionar especímenes en los Indias Orientales. 
Müller visitó Indonesia en 1826, Nueva Guinea y Timor en 1828, Java en 1831 y Sumatra entre 1833 y 1835. 

## Abreviatura (zoología)
La abreviatura S.Müller  se emplea para indicar a Salomon Müller como autoridad en la descripción y taxonomía en zoología.